# 北京师范大学第二附属中学
北京师范大学第二附属中学，简称北师大二附中、师大二附，创办于1953年9月1日，位于中华人民共和国北京市的西城区新街口外大街，分为高中本部、初中部北京师大二附中初中部（即三帆中学）、高中分校区清河校区（供纳赛尔国际课程学生使用），是北京市首批示范高中校。现在的师大二附中是北京市最顶尖的中学之一，尤其是其文科实验班，是全国唯一由教育部批准的文科实验班，闻名中外。北师大二附中在2016年中国内地高中美国留学排行榜上位居第十六。 

## 学校大事记

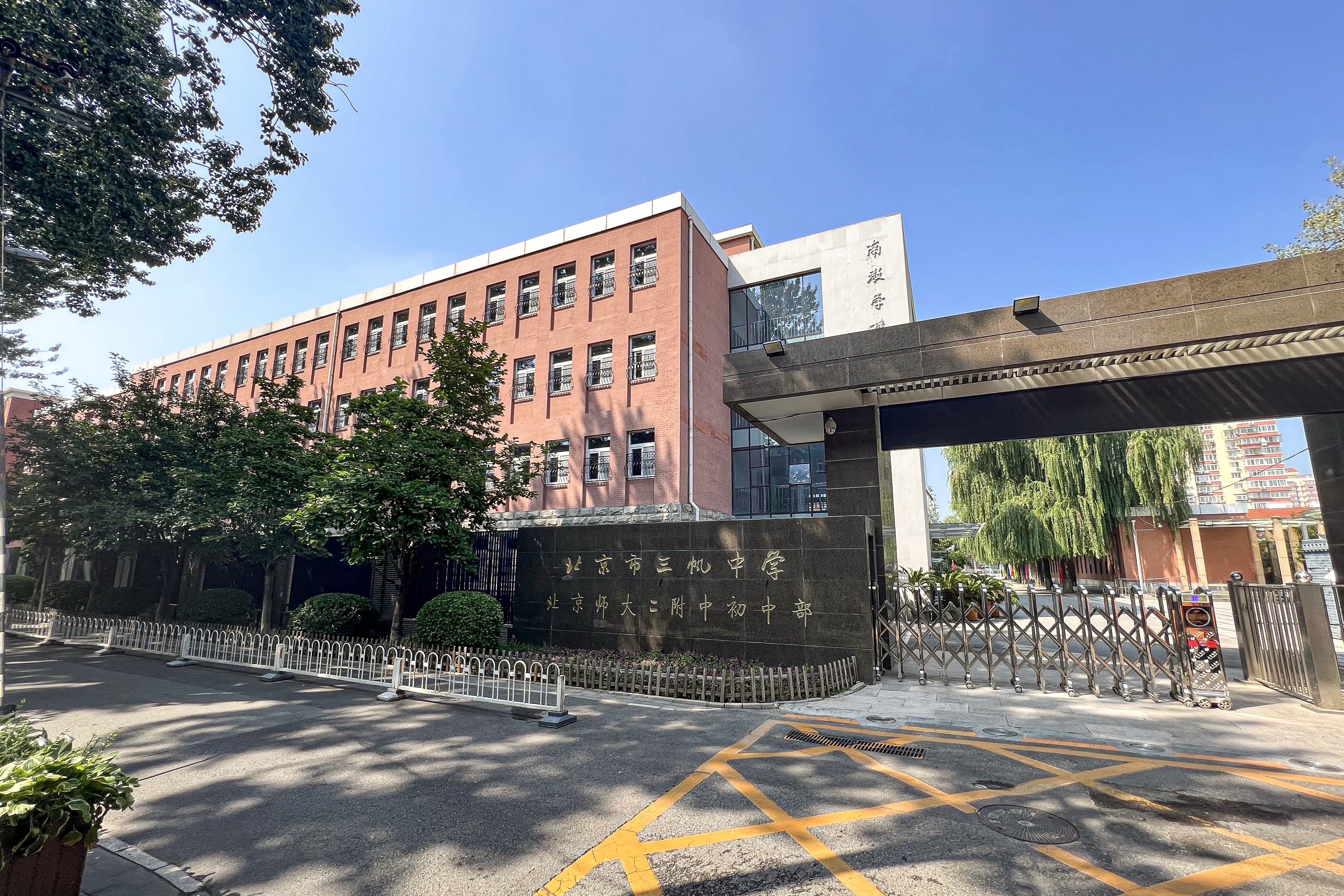
三帆中学新风街本部

- 1953年　　　建校，校名为“北京市四十六中”。
- 1954年　　　新校舍落成，位于新外大街12号，校园占地51亩，建有仿苏式飞机型的三层教学楼及礼堂。
- 1956年　　　首届初三学生毕业，招收首届高中学生。
- 1959年　　　进行“十年一贯制”教材改革实验。
- 1959年　　　首届高中生毕业。
- 1960年　　　正式更名为北京师范大学第二附属中学。
- 1963年　　　经教育部批准办文科实验班。
- 1965年　　　经教育部批准办理科班。
- 1969年　　　被确定为北京市第一批对外开放的中学，开始国际交流。
- 1971年　　　高中招生恢复。
- 1979年　　　经上级批准我校为首批北京市重点中学。
- 1982年　　　教工宿舍楼竣工。
- 1983年　　　承担国家重点科研项目“五四”学制改革实验。
- 1988年　　　科学楼竣工。
- 1992年　　　成立理科实验班。
- 1993年　　　由吴瑕等同学建立英语角，活动地点在“三帆”艺术雕塑前。
- 1995年　　　重新开办文科实验班。
- 1997年　　　创办“北京市三帆中学”。
- 2000年　　　該校被认定为北京市首批“普通高中示范性学校”。
- 2000-2002年 体育馆、培训中心、新教学大楼等相继竣工。
- 2007年　　　高中进入新课程改革，创建6+1+1的课程体系，进行自主排课，自主会考实验。。
- 2007年　　　清河校区竣工。
- 2008年　　　国际PGA课程班开始招生。

## 校园文化

### 校名
北师大二附中的校名由国学大师启功题写。

### 校标
北师大二附中的校标是三色帆。
颜色分别为红色，黄色和蓝色，作为船身的底为灰色。

### 校训
北师大二附中的校训是「笃志、博学、质朴、方正」。

### 校歌
北师大二附中的校歌是由王健作词、李一丁作曲的「三色帆」。

## 文科实验班
北京师大二附中是北京市性模范普通高中，也是北京师大教育科研试验基地。六十年代初，学校曾创办“文科实验班”，为高校培养了一批高素质的文科毕业生。“文科实验班”因“文革”而中断。
“文革”后，二附中除涌现过北京市高考理科状元外，1987、1990、1994年高考文科类、外语类“状元”也出自二附中，充分显示出二附中的文科教学实力，获得了社会的广泛认可和赞誉。 1995年，重新创办文科实验班，旨在为高校文科专业培养高素质的文科优秀预备人才。文科实验班指导思想：文理坚固，侧重人文社会科学；加强基础，注重能力培养；重视实践，培养创新精神，全面提高学生素质，培养新型的文科预备人才。
文科实验班提前招生，采用有該校命题的考试、择优录取的方法。教学课程文理兼顾，适当向“人文、社会科学学科”倾斜，突出“宽、厚、实”，注重全面能力培养，加强社会实践。课程分为必修、选修、讲座和活动四类。在教学上，突破了以“传授式”为主的传统教学模式，坚持“双主体互动式”教学原则，强调师生在教学活动中，双向交流、互动推进，充分发挥两者的积极性和创造性。
启功、顾明远、舒乙等十名著名专家、学者受聘为文科实验班顾问，对文科实验班的创办和实验工作都给予了极大的支持和指导。
文科实验班毕业生近几年高考重点率100%，入升北大、清华占50%以上；2003届毕业生阎天同学以655的高分夺取了北京市高考文科状元，29名学生，600分以上有8名，班平均成绩581.75分，名列北京市前茅，得到了社会各方面的高度评价。2011届毕业生朱竹以676分夺取北京市高考文科第一名。2015届毕业生蔡雨玹以699分夺得北京高考文科状元。

## 对外交流
北京师大二附中，是北京市第一批具有接受外国学生资格学校之一。
三十多年来，学校共接待来自80多个国家的外宾近三万人到学校参观，访问、学习，并开展了一系列的重要国际交流活动。
从1978年开始，学校每年派一名英语教师到美国教授汉语，并进修英语。
1986年以来，学校已连续17次接待日本全国家长教师协会组织的中日友好少年少女之翼访华团，每次访问人数均在130人左右。
1993年以来，已接待11届新加坡教育部组团，来我校参观为期两周的新加坡高中特选课程的学习。学习期间新加坡学生与我校文科实验班的同学进行丰富多彩的交流活动。 　　
1984年7月, 学校与美国希德维尔友谊学校Sidwell Friends School建立了友好学校的关系，每年互派学生进行学习与交流，两校领导教师开展互访已持续开展了20年，目前北师大二附中每年从高二年级学生中选拔出一名学生，作为交换学生在当年九月至第2年7月赴美到希德维尔友谊学校学习交流。交换学生的主要任务是：学习开展两国文化与交流：能够融入美国校园生活，积极参加美国学生的课外活动，与美国同学和所住家庭社区分享中国文化，学习美国的文化遗产，并参加该校的相关文化课程的学习。回国后，复读高三，参加来年的高考；同时，也可申请美国的大学，如获得批准，也必须先按时回国后，在重新赴美。
1994年，开始接受美国海外学年SYA组织来自美国的高中学生到校学习，与中国学生同吃同住，创造良好的语言学习环境。
从2001年开始，由时任中共中央总书记江泽民与时任美国总统克林顿共同倡议发起的美国政府出资筹办的大型文化教育交流活动——中美青年交流项目正式启动，学校有幸成为全国首批参加交流的7所学校之一，每年有多名学生出访美国进行交流学习。
2014年3月21日，受习近平夫人彭丽媛邀请访华的美国第一夫人米歇尔·奥巴马一行前往北师大二附中参观考察，与二附中师生展开了丰富、友好的交流。其间米歇尔观摩了“机器人小组”活动，并为高一学生上英语课。

## 友好学校
新加坡华侨中学Hwa Chong Institution
美国夏威夷普纳荷中学Punahou School
丹麦罗斯基勒大教堂高中Roskilde Cathedral School
丹麦约松中学Ørestad Gymnasium
英国圣保罗女中St Paul's Girls' School
澳大利亚哈臣斯中学Hutchins School
美国希德维尔友谊学校Sidwell Friends School
美国波士顿学院中学Boston College High School

## 历任校长
- 臧权	1953年-1958年
- 张淑英	1955年-1957年
- 龚友明	1957年-1958年
- 莫荫荷	1958年-1961年
- 姜培良	1961年-1966年
- 马余三	1962年-1969年
- 刘质毅	1969年-1971年
- 顾明远	1972年-1974年
- 王振稼	1975年-1979年
- 高云	1979年-1986年
- 厉益森	1979年-1992年
- 徐玉琴	1987年-1988年
- 陈银科	1988年-1989年
- 林福智	1989年-2003年
- 陈如邻	1992年-2006年
- 曹保义	2003年-2019年
- 王华	2019年至今

## 著名教师
- 纪连海（历史）

## 著名校友
- 吴邦国
- 孝淵(少女時代)
- 陈佩斯